# Борис-Глеб (Ивановская область)
Борис-Глеб — деревня в Родниковском районе Ивановской области. Входит в состав Филисовского сельского поселения.

## География
Находится в центральной части Ивановской области на расстоянии приблизительно 1 км на запад по прямой от районного центра города Родники.

## История
В 1872 году здесь (тогда деревня Нерехтского уезда Костромской губернии) было учтено 28 дворов, в 1907 году — 40.

## Население
Постоянное население составляло 175 человек (1872 год), 166 (1897), 86 (1907), 3 в 2002 году (русские 100 %), 2 в 2010.